# Halowe Mistrzostwa Europy w Lekkoatletyce 1990 – bieg na 1500 m kobiet
Bieg na 1500 metrów kobiet – jedna z konkurencji biegowych rozgrywanych podczas halowych lekkoatletycznych mistrzostw Europy w  hali Kelvin Hall w Glasgow. Eliminacje zostały rozegrane 3 marca, a bieg finałowy 4 marca 1990. Zwyciężyła reprezentantka Rumunii Doina Melinte. Tytułu zdobytego na poprzednich mistrzostwach nie broniła Paula Ivan z Rumunii.

## Rezultaty

### Eliminacje
Rozegrano 2 biegi eliminacyjne do których przystąpiło 11 biegaczek. Awans do finału dawało zajęcie jednego z trzech pierwszych miejsc w swoim biegu (Q). Skład finału uzupełniły dwie zawodniczki z najlepszym czasem wśród przegranych (q).
Opracowano na podstawie materiału źródłowego.

#### Bieg 1
| Miejsce | Zawodniczka         | Czas    | Uwagi |
| ------- | ------------------- | ------- | ----- |
| 1       | Doina Melinte       | 4:09,95 | Q     |
| 2       | Sandra Gasser       | 4:10,93 | Q     |
| 3       | Ludmiła Rogaczowa   | 4:11,17 | Q     |
| 4       | Montserrat Pujol    | 4:14,51 | q     |
| 5       | Veronique Pongérard | 4:15,23 | q     |
| 6       | Lynne MacIntyre     | 4:22,79 |       |

#### Bieg 2
| Miejsce | Zawodniczka       | Czas    | Uwagi |
| ------- | ----------------- | ------- | ----- |
| 1       | Violeta Beclea    | 4:20,58 | Q     |
| 2       | Diane Edwards     | 4:20,77 | Q     |
| 3       | Natalja Artiomowa | 4:21,45 | Q     |
| 4       | Małgorzata Rydz   | 4:22,75 |       |
| 5       | Irini Teodoridu   | 4:26,55 |       |

### Finał
Opracowano na podstawie materiału źródłowego.
| Miejsce | Zawodniczka         | Czas    | Uwagi |
| ------- | ------------------- | ------- | ----- |
| 1       | Doina Melinte       | 4:09,73 |       |
| 2       | Sandra Gasser       | 4:10,13 |       |
| 3       | Violeta Beclea      | 4:10,44 |       |
| 4       | Natalja Artiomowa   | 4:11,09 |       |
| 5       | Ludmiła Rogaczowa   | 4:11,87 |       |
| 6       | Veronique Pongérard | 4:19,36 |       |
| 7       | Diane Edwards       | 4:21,27 |       |
| 8       | Montserrat Pujol    | 4:33,87 |       |